# Shunet El Zebib
Shunet El Zebib (arabe : -شونة الزبيب, lit. « grange à raisins secs » ou « stockage des raisins secs »), alternativement nommé Shuneh ou Enceinte de Khasekhemouy, est une grande structure en brique crue située à Abydos, en Haute-Égypte. L'édifice date de la IIe dynastie (vers 2700 av. J.-C.) et est construit par l'ancien roi égyptien (pharaon) Khâsekhemoui.

## Description

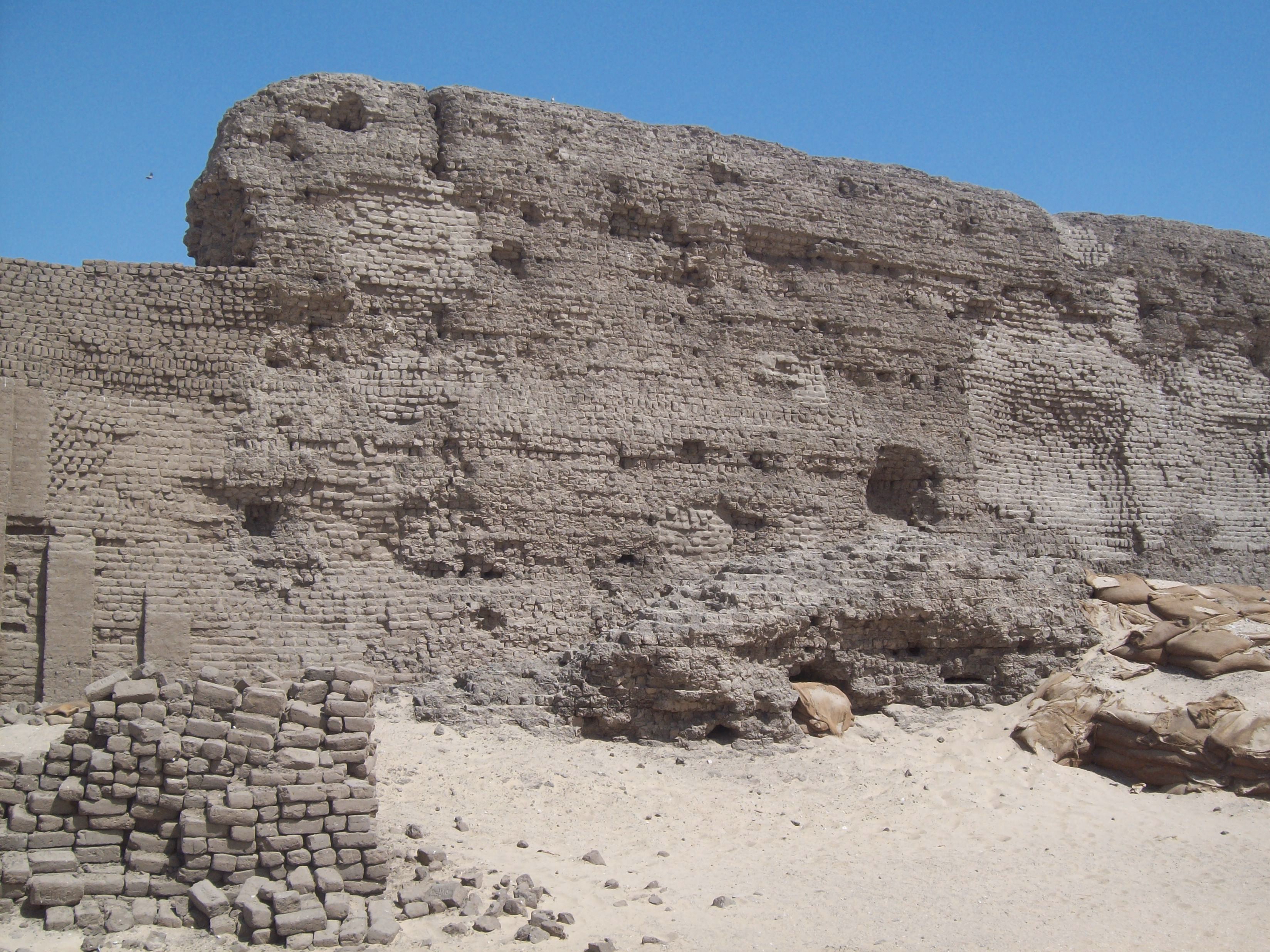
Mur sud-est du Shunet El Zebib.

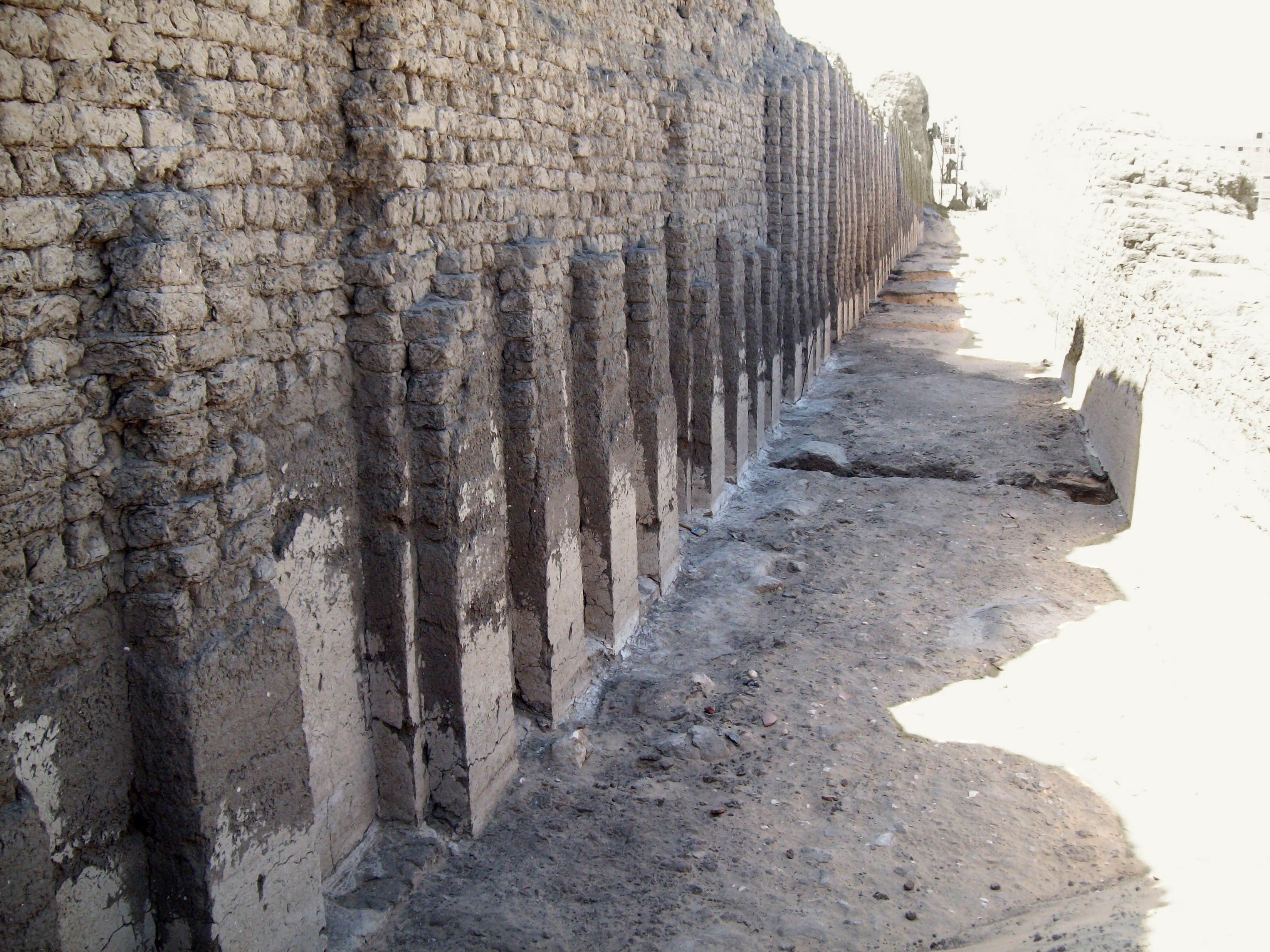
Mur nord-est avec des niches bien conservées.

Shunet El Zebib est fait de briques crues durcies. Il se compose de deux murs d'enceinte rectangulaires. Le mur extérieur mesure 137 × 77 m et est épais de 5 m et haut de 12 m. Le mur intérieur (mur d'enceinte) mesure 123 × 56 m et est épais de trois mètres et haut de huit mètres. La façade du mur extérieur est en niche, imitant une façade de palais royal. L'enceinte offre deux entrées, une à l'angle est, une à l'angle nord. Ces entrées se composaient autrefois de montants de porte massifs en pierre, le matériau des battants de porte est inconnu,.  
La zone intérieure se compose d'une cour en grande partie vide ; on ne sait pas s'il y avait des sous-structures et / ou des bâtiments plus grands (comme un sanctuaire ou un temple). En 1988, l'égyptologue australien David O'Connor découvre une monture carrée et plate en calcaire, recouverte de briques crues et formant quatre marches plates. Il est situé en plein milieu de la cour, sa véritable vocation est encore inconnue. Le seul bâtiment cultuel attesté archéologiquement est une petite chapelle proche de l'angle sud-est. Ses ruines sont également faites de briques de boue durcie,.  

## Histoire
Shunet El Zebib est fondée vers 2700 av. J.-C. par l'ancien roi égyptien Khâsekhemoui, le dernier souverain de la IIe dynastie. Shunet est construit comme un lieu funéraire où le roi décédé est vénéré et commémoré. Un tel endroit est nommé « maison du Ka » ou « maison Ka » par les Égyptiens et c'est une sorte de précurseur des temples mortuaires postérieurs connus de la période de l'Ancien Empire. 
Comme d'habitude pour l'Ancien Empire, les souverains d'Abydos ont leur propre tombeau en forme de mastaba avec une enceinte funéraire séparée à proximité. Parce que Khasekhemoui et son prédécesseur Péribsen sont enterrés à Abydos et ont leurs enclos funéraires au même endroit, certains égyptologues pensent que les deux rois appartiennent à une lignée de dynastie royale nommée thinite. Cela pourrait en effet expliquer le choix du lieu par Péribsen et Khasekhemoui. Cependant, on ne sait pas combien de temps l'enceinte mortuaire de Khasekhemoui est utilisée, ni son nom égyptien antique. En raison de ses murs épais et entrelacés, on a longtemps pensé que Shunet El Zebib était une forteresse militaire. Mais les découvertes archéologiques ne démontrent que des activités cultuelles et religieuses et un emplacement si proche des cimetières défavorise l'hypothèse militaire. Le domaine de l'enceinte de Khasekhemoui est maintenant évalué comme la version la plus avancée et la plus massive d'une maison Ka,,.

## Importance archéologique et égyptologique
Shunet El Zebib est d'une grande importance pour les archéologues, les égyptologues et les historiens. Le New York University Institute of Fine Arts mène et promeut plusieurs campagnes de préservation entre 2002 et 2007, principalement axées sur les murs d'enceinte. Ceux-ci sont fortement endommagés et, à certains endroits, ils risquent de s'effondrer. La plupart des dégâts proviennent, outre le vieillissement naturel dû à la négligence après l'abandon, des frelons locaux de l'espèce Vespa orientalis. Ils creusent leurs nids dans les murs, creusent les briques intérieures et rendent ainsi les murs très instables. Un autre danger pour la structure sont les chacals sauvages, qui observent attentivement les fouilles des excavateurs, puis s'enfouissent sous les fondations de la structure dans l'espoir d'attraper des proies. 
Sous la direction de Matthew Douglas Adams et David O'Connor, les travaux de préservation se concentrent toujours sur le remplissage des trous dans les murs de l'enceinte, exploitant environ 250 000 nouvelles briques de boue. Entre-temps, l'entrée sud est reconstruite sur le site. 
En raison des étonnantes similitudes architecturales entre Shunet El Zebib et le complexe pyramidal du roi Djéser de la IIIe dynastie, les archéologues et les égyptologues décrivent souvent Shunet El Zebib comme un précurseur direct des complexes de pyramides à degrés. La monture intérieure plate et étagée du Shunet El Zebib est même considérée comme une proto-pyramide,,. 